# Stade Mohamed V
Stade Mohamed V (arab. مركب محمد الخامس) – marokański stadion narodowy. Położony jest w mieście Casablanca. Na co dzień gra tu Raja Casablanca i Wydad Casablanca. Stadion może pomieścić 80 000 widzów. Został wybudowany w 1955 a wyremontowany w 1999 roku. Stadion był jedną z aren Pucharu Narodów Afryki w 1988 roku. Odbył się na nim m.in. finał tej imprezy.